# Институт химической физики имени Н. Н. Семёнова РАН
Федеральный исследовательский центр химической физики им. Н.Н. Семёнова РАН (ФИЦ ХФ РАН; англ. N.N. Semenov Federal Research Center for Chemical Physics, Moscow) — ведущий научный центр по изучению динамики элементарных химических процессов в различных системах и агрегатных состояниях вещества.
Полное наименование: Федеральное государственное бюджетное учреждение науки Федеральный исследовательский центр химической физики им. Н.Н. Семёнова Российской академии наук.

## История
Образован 15 октября 1931 г. на базе физико-химического сектора Ленинградского физико-технического института Н. Н. Семёновым — единственным советским лауреатом Нобелевской премии по химии, которую он получил в 1956 году. Николай Николаевич Семёнов был его бессменным директором до 1986 года. В 1990-м институту было присвоено его имя.
ИХФ, который в 1944 году был переведен в Москву, был привлечён к работам по атомному проекту СССР.
В 2018 году к ИХФ РАН был присоединён Институт энергетических проблем химической физики им. В.Л. Тальрозе Российской академии наук, с последующим переименованием в Федеральное государственное бюджетное учреждение науки Федеральный исследовательский центр химической физики им. Н.Н. Семёнова Российской академии наук.

## Здание ФИЦ ХФ РАН
ФИЦ ХФ РАН расположен в Москве по адресу ул. Косыгина, 4. Корпус № 1 — не что иное, как Мамонова дача, выстроенная при Екатерине II для московского генерал-губернатора В. М. Долгорукова (Крымского).